# Århus sexdagars
Århus sexdagars var ett danskt sexdagarslopp i bancykling som avhölls varje vinter (sexdagarsloppens säsong går från höst till vår) från 1953/1954 till 1960/1961 (vintern 1954/1955 två upplagor) i Århus-hallen i Århus på en demonterbar träbana som bara mätte 114,5 m och ett varv tog ungefär sju sekunder. Den korta banan och de skarpa kurvorna skapade så mycket obehag för cyklisterna att vissa av dem fick ta medel mot åksjuka.
Flest segrar, tre stycken, har Kay Werner Nielsen, två av dem med Palle Lykke Jensen.

## Podieplaceringar
| År             | Vinnare                               | Tvåa                                  | Trea                                   |
| 1954 februari  | Georges Senfftleben Roger Godeau      | Jean Roth Walter Bucher               | Oscar Plattner Arie Van Vliet          |
| 1954 november  | Alfred Strom Sidney Patterson         | Kay Werner Nielsen Evan Klamer        | Heinz Zoll Herbert Weinrich            |
| 1955 februari  | Kay Werner Nielsen Evan Klamer        | Heinz Zoll Herbert Weinrich           | Pierre Iacoponelli Ferdinando Terruzzi |
| 1956 februari  | Jean Roth Walter Bucher               | Dominique Forlini Georges Senfftleben | Kay Werner Nielsen Keld Leveau         |
| 1956 november  | Oscar Plattner Fritz Pfenninger       | Kay Werner Nielsen Evan Klamer        | Ferdinando Terruzzi Herbert Weinrich   |
| 1958 januari   | Kay Werner Nielsen Palle Lykke Jensen | Jean Roth Fritz Pfenninger            | Ferdinando Terruzzi Knud Linge         |
| 1959 jan./feb. | Ferdinando Terruzzi Knud Linge        | Kay Werner Nielsen Palle Lykke Jensen | Jean Roth Fritz Pfenninger             |
| 1960 februari  | Rik Van Steenbergen Emile Severeyns   | Kay Werner Nielsen Palle Lykke Jensen | Bendy Pedersen Hans-Edmund Andresen    |
| 1961 februari  | Kay Werner Nielsen Palle Lykke Jensen | Oscar Plattner Klaus Bugdahl          | Rik Van Steenbergen Emile Severeyns    |